# Bar moucheté
Dicentrarchus punctatus
Espèce
Le Bar moucheté ou Bar tacheté (Dicentrarchus punctatus), est une espèce de poissons marins appartenant à la famille des Moronidés.

## Répartition et habitat
Le Bar moucheté est plus méridional que le Bar commun, il vit au nord du golfe de Gascogne et dans la mer Méditerranée, le plus fréquemment le long des côtes du Sud, et sur la côte ouest de l'Afrique, du Maroc au Sénégal. Il est commun tout le long de la côte italienne, à l'exception, du nord de l'Adriatique.
Le Dicentrarchus labrax présente deux populations, l'une atlantique, l'autre méditerranéenne qui se sont retrouvées séparées par le détroit de Gibraltar lors de la dernière glaciation. Aujourd'hui, ils ont une étroite zone de contact constituée par la mer d'Alboran. Ces deux sous-espèces sont génétiquement différenciées, mais peuvent engendrer des hybrides dans la zone de contact.

## Description
Il ressemble beaucoup au bar commun, mais a pour différences les caractères suivants :
- des mouchetures bien apparentes sur les flancs, même chez l'adulte;
- proportionnellement de plus grands yeux ;
- une mâchoire inférieure saillante et la bouche orientée vers le haut;
- une tache noire visible sur le bord de l'opercule;
- une taille plus petite, atteignant un maximum de 60 cm de long pour 2 kg.

## Alimentation
Prédateur, il se nourrit de crustacés, de mollusques et même de petits poissons.

## Reproduction
Se reproduit en hiver dans les eaux côtières.

## Synonymes
Ce taxon admet de nombreux synonymes :
Bodianus punctatus (Bloch, 1792)
- Dicentrarchus orientalis (Günther, 1863)
- Labrax lupus subsp. punctatus (Bloch, 1792)
- Labrax orientalis Günther, 1863
- Labrax punctatus (Bloch, 1792)
- Labrax schoenleinii Peters, 1865
- Morone punctata (Bloch, 1792)
- Morone punctatus (Bloch, 1792)
- Perca punctata (Bloch, 1792)
- Perca punctulata Lacepède, 1802
- Sciaena punctata Bloch, 1792